# سفارة الولايات المتحدة في إيران

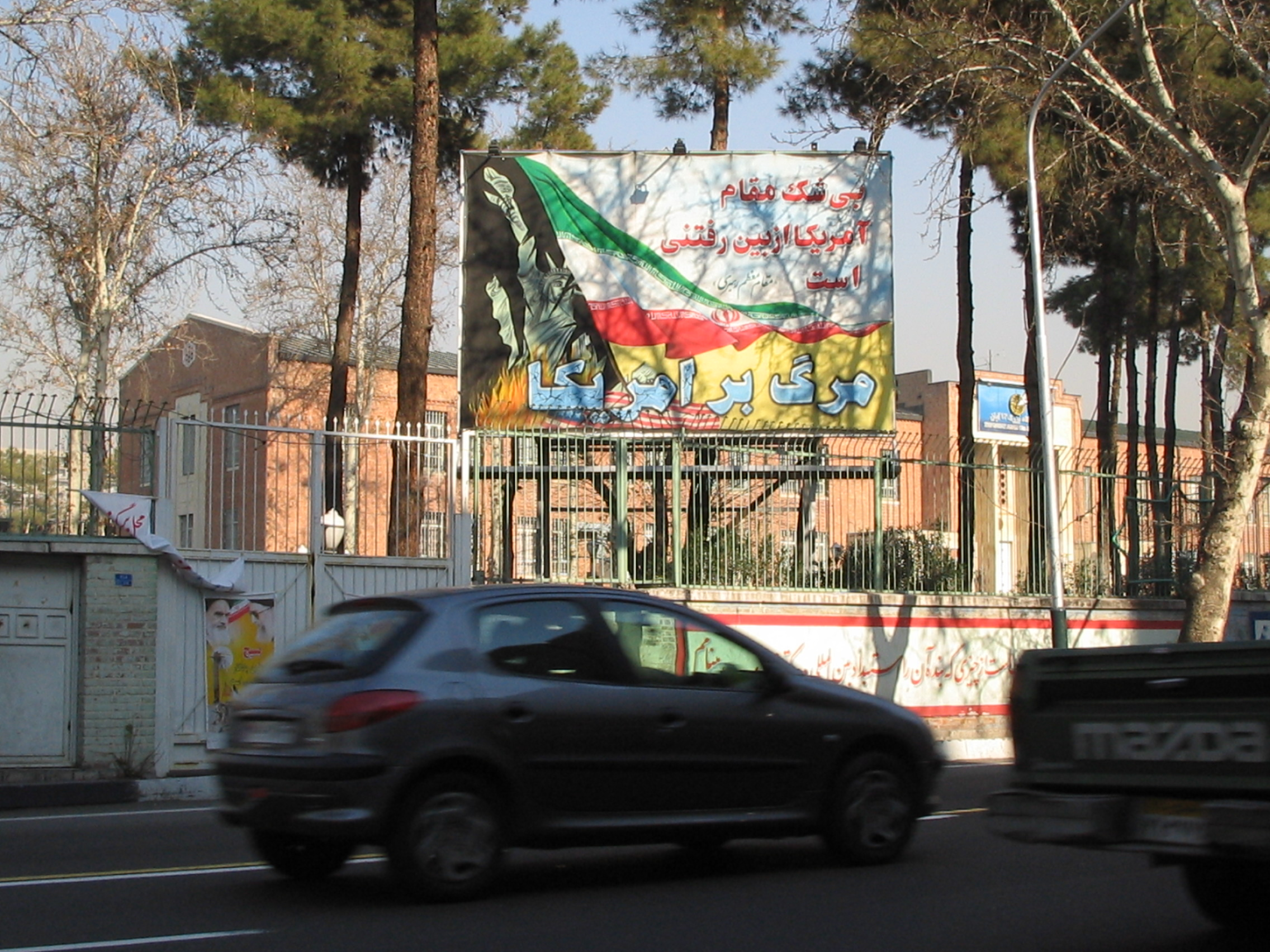
سفارة الولايات المتحدة تطل على شارع طالقاني في عام 2005. وفي اللافتة من الأسفل "الموت لأمريكا".

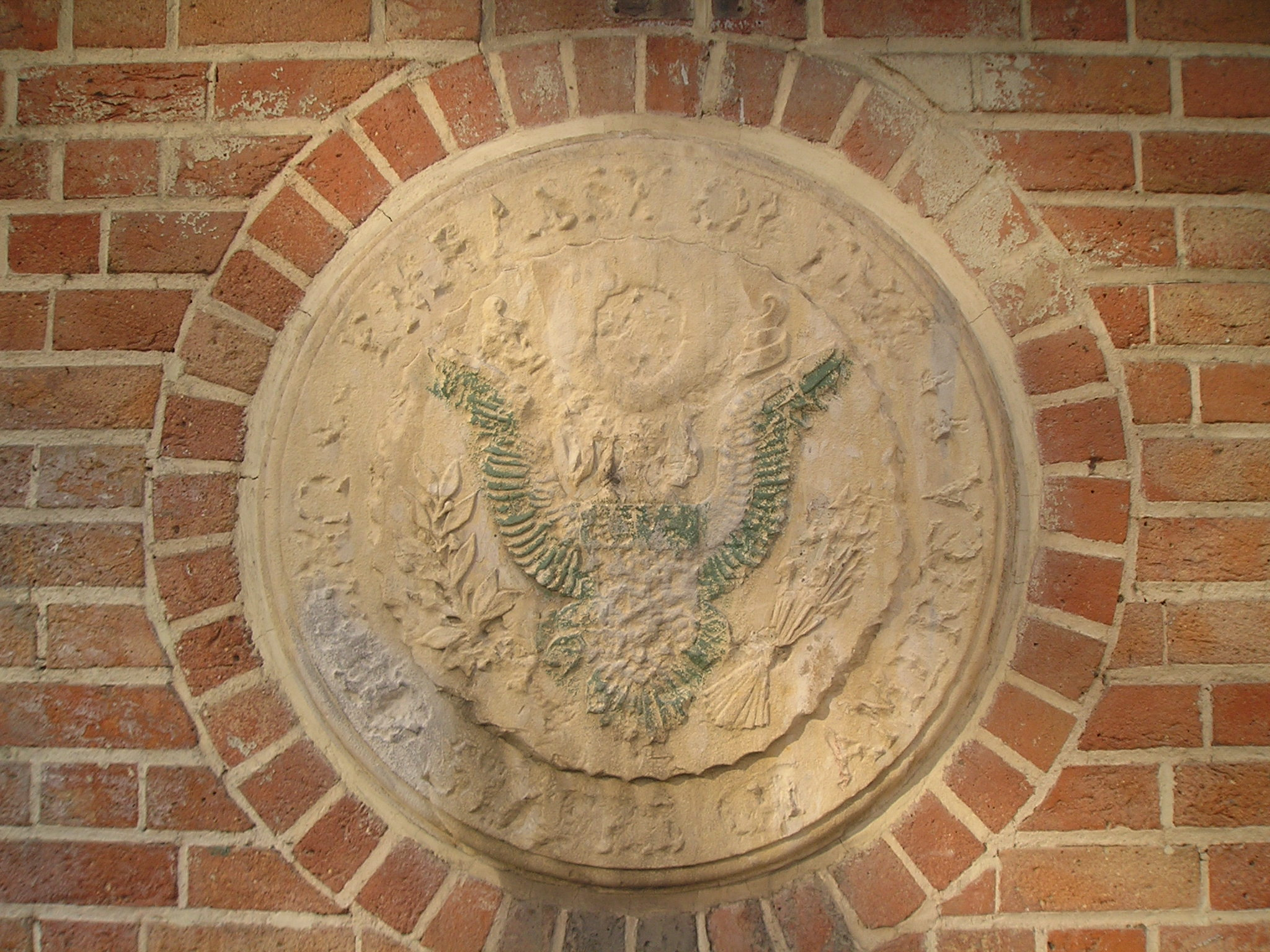
تشويه الختم العظيم للولايات المتحدة في عام 2004

سفارة الولايات المتحدة في طهران هي مبنى كائن في مدينة طهران عاصمة إيران. ولا توجد حاليًا علاقات ثنائية بين حكومتي إيران والولايات المتحدة بشكل مباشر، ولم تستخدم الولايات المتحدة المبنى منذ الثورة الإسلامية في عام 1979.

## معلومات تاريخية

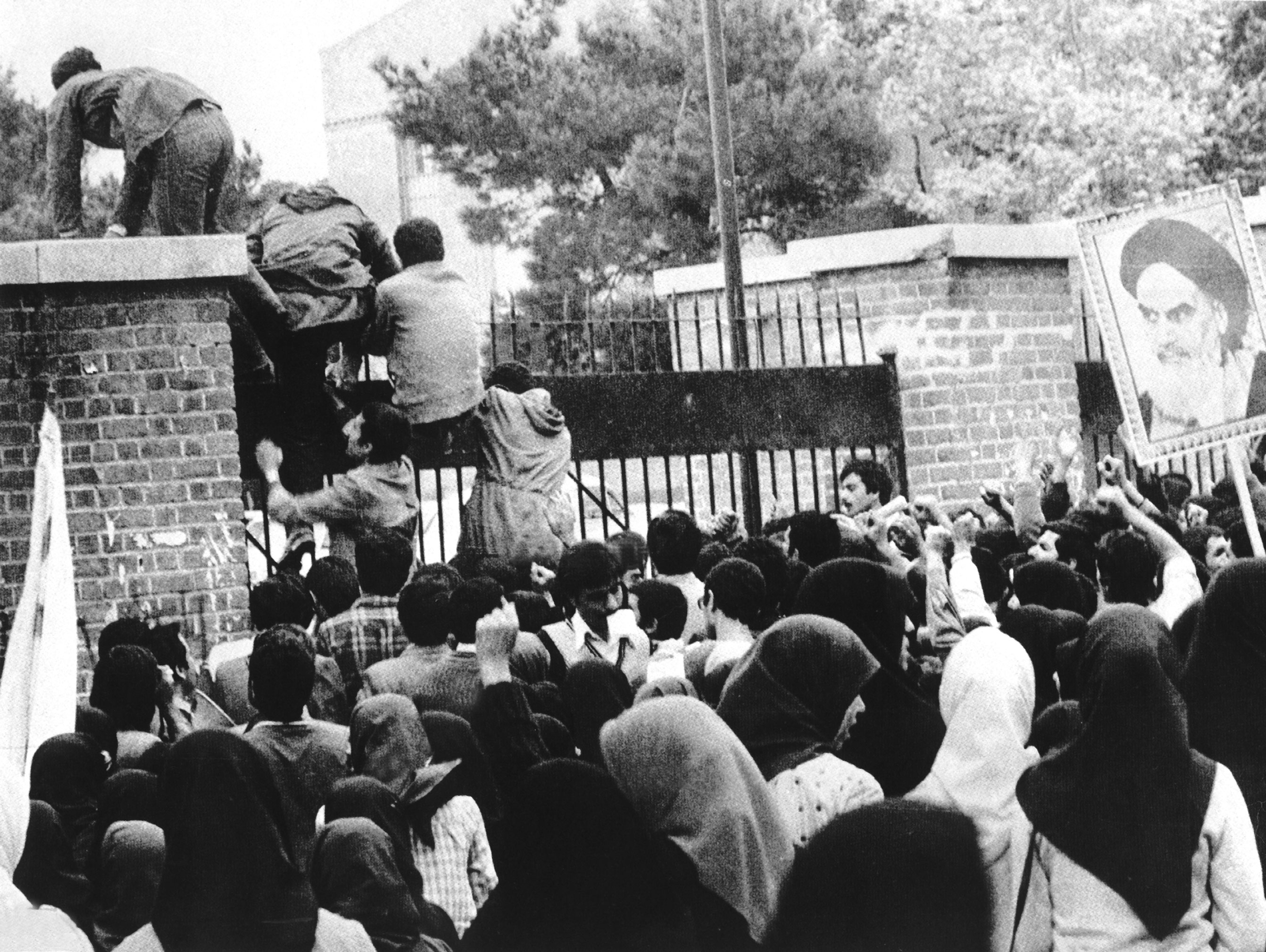
أزمة الرهائن في إيران - طلاب إيرانيون يتسلقون بوابات السفارة الأمريكية في طهران، 1979

لقد تم تصميم السفارة في عام 1948 بواسطة المهندس المعماري إيديس فان دير جراخت. وكان ذلك منذ فترة طويلة، وتقع السفارة في مبنى منخفض من الطوب ومكون من طابقين على غرار المدارس الثانوية الأميركية في الثلاثينيات والأربعينيات من القرن الماضي. ولهذا السبب، كان موظفو السفارة يلقبون هذا المبنى بـ «ثانوية هندرسون»، وذلك في إشارة إلى لوي ويسلي هندرسون الذي أصبح سفير أمريكا في إيران بعد الانتهاء مباشرة من تشييد المبنى في عام 1951.
هذا وقد توقفت البعثة الدبلوماسية الأمريكية عن نشاطها منذ أزمة رهائن إيران في عام 1979. ومنذ ذلك الحين، تم تمثيل حكومة الولايات المتحدة في إيران من خلال قسم رعايه المصالح الأمريكية في السفارة السويسرية في طهران. ويُترجم الاسم الذي يطلقه العديد من الإيرانيين على المجمع الذي يتألف منه المبنى إلى «وكر التجسس» و«عش الجواسيس».
وبعد سقوط السفارة، استخدمها الحرس الثوري كمركز تدريب. وتتميز الجدران المبنية من الطوب التي تطوق محيط السفارة (حجم أرض السفارة يشبه حجم كتلة المدينة) بعدد من الجداريات المناهضة للولايات المتحدة بتكليف من الحكومة الإيرانية. ويضم الموقع أيضا مكتبة ومتحفًا (كلاهما مغلقان سواء للأجانب أو عموم الجمهور الإيراني، على الرغم من وجود استثناءات). وقد تم تشويه الختم العظيم للولايات المتحدة بشكل بالغ، ولكن لا يزال يُرى في المدخل.
وقد نشر أتباع خط الإمام من الطلاب الإسلاميين وثائق تم ضبطها في السفارة (بما في ذلك وثائق ممزقة أعيد ترميمها بشق الأنفس) في سلسلة من الكتب بعنوان «وثائق وكر التجسس الأمريكي» (باللغة الفارسية: اسناد لانه جاسوس امریكا). وشملت هذه الكتب البرقيات والمراسلات والتقارير الواردة من وزارة الخارجية الأمريكية ووكالة الاستخبارات المركزية، والبعض منها لايزال قيد السرية حتى يومنا هذا.

## السفارة الإيرانية السابقة
توقفت سفارة إيران السابقة في واشنطن، العاصمة أيضًا عن عملها، لأن إيران ليس لديها حاليًا سفارة في الولايات المتحدة. وتقوم بمصالحها من خلال قسم رعاية مصالح جمهورية إيران الإسلامية في الولايات المتحدة في السفارة الباكستانية.

## وصلات خارجية
- The Memory Hole hosts a gallery of photographs taken from inside the US Embassy during the crisis.
- The Memory Hole 400 Pages of Still-Classified CIA and State Dept Documents Seized From the US Embassy in Tehran.
- Contemporary photograph of the embassy gates (on flickr)
- Embassy of Switzerland - Foreign Interests Section
- U.S. Department of State page for Iran نسخة محفوظة 8 أبريل 2012 على موقع واي باك مشين.